# القوى البديلة للتجديد والظهور
القوى البديلة للتجديد والظهور (بالفرنسية: Forces Alternatives pour le Renouveau et l'Emergence)‏ هو حزب سياسي في مالي بقيادة سومانا موري كوليبالي. 

## التاريخ
تم إطلاق الحزب في 28 فبراير 2013،  وتم تسجيله رسميًا في 3 أبريل 2013.  وقدم موديبو سيديبي كمرشح له في انتخابات 2013 الرئاسية.  احتل المركز الرابع بحوالي 5٪ من الأصوات.
في الانتخابات البرلمانية 2013 فاز بستة مقاعد، ليصبح رابع أكبر حزب في الجمعية الوطنية. 